# Maasdijk
Maasdijk (51° 58′ N, 4° 13′ L) é uma cidade dos Países Baixos, na província de Holanda do Sul. Maasdijk pertence ao município de Westland, e está situada a 4 km, a norte de Maassluis.
Em 2001, a cidade de Maasdijk tinha 2317 habitantes. A área urbana da cidade é de 0.39 km², e tem 919 residências. 
A área de Maasdijk, que também inclui as partes periféricas da cidade, bem como a zona rural circundante, tem uma população estimada em 4060 habitantes.